# Badshah
Badshah,  de son vrai nom Aditya Prateek Singh Sisodia,,, est un rappeur indien. Il chante en hindi, pendjab, haryanvi et anglais. Il lance sa carrière en 2006 aux côtés de Yo Yo Honey Singh dans son groupe Mafia Mundeer et se popularise auprès des jeunes. Ils participent à des bandes son de films de Bollywood comme Humpty Sharma Ki Dulhania (2014) et Khoobsurat (2014). Il collabore avec des rappeurs comme Gippy Grewal, Diljeet Dosanjh, Manj Musik, Raftaar et Aastha Gill, notamment. Son morceau DJ Waley Babu est classé troisième des ventes en 24 heures, et vu plus de 10 millions de fois sur YouTube en moins de 30 heures.

## Biographie
Badshah est né Aditya Prateek Singh Sisodia à Delhi. Son père est originaire de Haryana et sa mère est pendjab. Il étudie au Bal Bharati Public School, de Pitampura, Delhi, où il pratique le chœur. Avant sa carrière musicale à plein temps, il exerçait le métier d'ingénieur à la PEC University of Technology, Chandigarh,,.

## Discographie
- 2012 : Born Star
- 2013 : Terminator
- 2014 : Reel-Purani Reejh
- 2014 : Band Botal